# Luma unicolor
Luma unicolor là một loài bướm đêm trong họ Crambidae.